# Juli Fernández Olivares
Julià Fernàndez i Olivares (Sabadell, 19 de noviembre de 1977), conocido habitualmente como Juli Fernàndez, es un farmacéutico y político español. Entre 2015 y 2017 fue alcalde de Sabadell. En julio de 2018 fue nombrado delegado del Gobierno de la Generalidad de Cataluña en Barcelona, cargo que mantuvo hasta que en octubre de 2022 fue nombrado Consejero de Territorio de la Generalidad de Cataluña.

## Biografía
Hijo de padre trabajador textil y de madre maestra, con un abuelo manchego republicano y otro murciano, vive en el barrio de Gracia de Sabadell. Durando muchos años fue entrenador de baloncesto femenino del Club Esportiu Escola del Carme. Ha hecho de voluntario lingüístico. Es licenciado en Farmacia y máster en marketing farmacéutico por la Universidad de Barcelona.
Estuvo vinculado a las juventudes de Esquerra Republicana de Cataluña y fue durante dos años miembro del Consejo Nacional de Cataluña. Entre 2007 y 2011 fue director general de Juventud de la Generalidad, primero como director de la empresa pública Turismo Juvenil de Cataluña, SA y después como director de la Agencia Catalana de la Juventud.

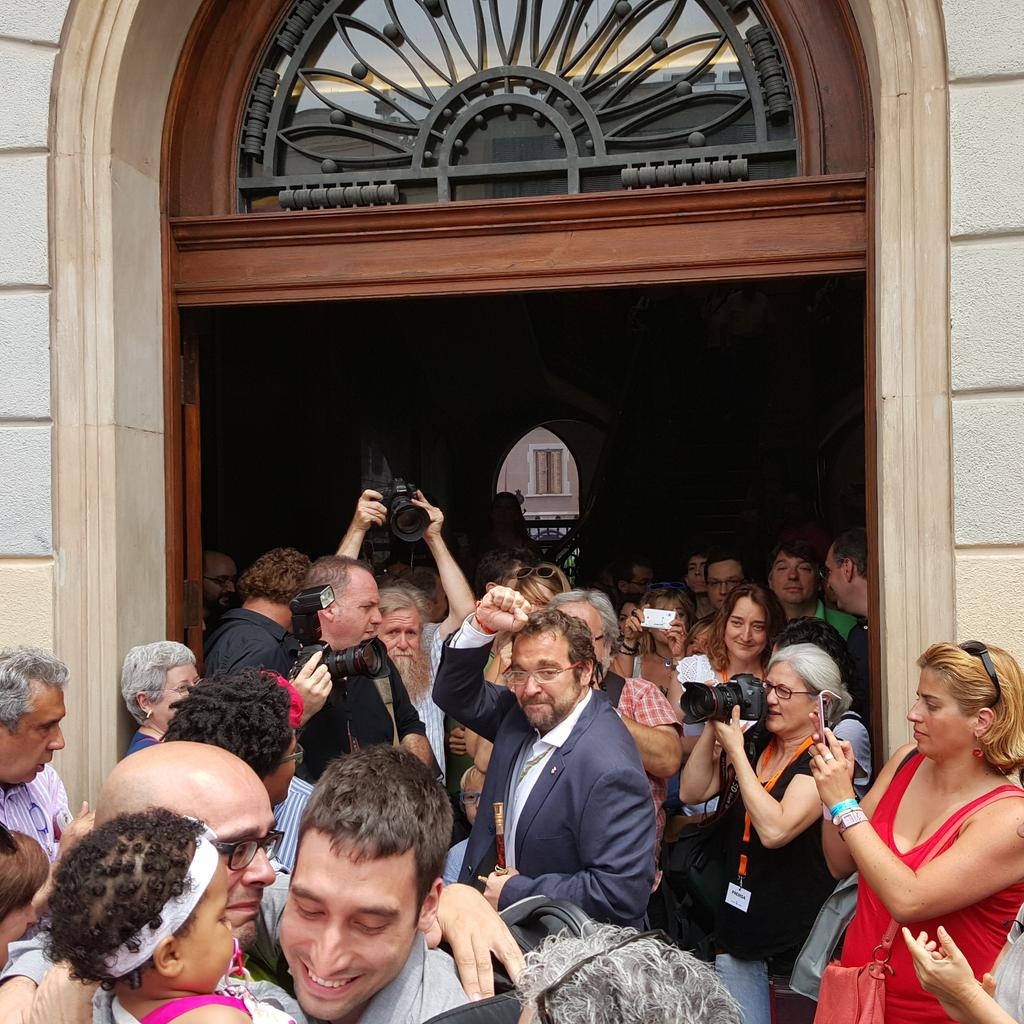
Juli Fernàndez después de ser nombrado alcalde en junio de 2015.

Fue el cabeza de lista por Esquerra en las elecciones municipales del 24 de mayo de 2015, la tercera lista más votada, con 4 concejales. En junio de 2017 anunció que, tal y como estaba acordado previamente, dejaría la alcaldía a favor de otro partido de gobierno municipal, cosa que hizo el 20 de julio, el día que había inaugurado tres nuevas estaciones de Ferrocarriles de la Generalitat en la ciudad.
En julio de 2018 fue nombrado delegado del Gobierno de la Generalidad de Cataluña en Barcelona. Cabeza de lista de Esquerra Republicana de Catalunya-Acord Municipal de cara a las elecciones municipales de 2019 en Sabadell, la candidatura obtuvo 7 concejales, quedando en segundo lugar. Renunció al acta de concejal de Sabadell el 24 de julio de 2020.
En octubre de 2022, después de la salida de Junts per Catalunya del Gobierno de la Generalidad, Fernández fue nombrado consejero de Territorio del gobierno autonómico liderado por Pere Aragonès.

## Cuarto Cinturón
El 26 de enero ERC y PSC llegan a un acuerdo, donde ERC cede con el Cuarto Cinturón a cambio de que el PSC apruebe los presupuestos.Pacto ERC y PSC. Por culpa de eso, Juli Fernàndez consejero de territorio, pasa a ser responsable de la ejecución del cuarto cinturón por parte de la Generalidad.
Esto ha generado una gran polémica en la ciudad, todo y su pasado en contra del cuarto cinturón. Hasta el Moviment Popular de Sabadell ha editado unas pegatinas acusándolo de ser el responsable del Cuarto Cinturón.Consejero del cuarto cinturón